# 鮑鴻
鮑鴻（？—189年），东汉末年将领。西園八校尉之一的下軍校尉。

## 生平
中平二年（185年），鮑鴻當時擔任右扶風。韓遂等人率領涼州叛軍進犯三輔地區。同年八月，朝廷任命張溫為車騎將軍，討伐涼州叛軍，鮑鴻作為右扶風亦率軍助戰。同年十一月，有流星划過天際，光芒長十餘丈而照遍涼州叛軍的營地，當時驢馬嘶鳴，韓遂等人認為不祥，意欲撤軍回金城。破虜將軍董卓聽聞後大喜，於翌日乃與鮑鴻等一同攻擊，大破敵軍，斬首數千，稱為美陽之戰。
中平五年（188年）八月，漢靈帝劉宏初置西園軍，拜西園八校尉，任用當時擔任屯騎校尉的鮑鴻擔任下軍校尉，與袁紹、曹操、趙融、馮芳、夏牟、淳于瓊同屬於上軍校尉蹇碩統制。
同年十一月，朝廷派遣鮑鴻討伐盤踞豫州葛陂縣的黃巾軍，並擊破之。中平六年（189年）三月，鮑鴻因侵盗官物、貪贓過千萬，被豫州牧黃琬上奏彈劾，下獄死。